# Bougoum Haoussa
Bougoum Haoussa (auch: Bougoum) ist ein Dorf in der Landgemeinde Moa in Niger.

## Geographie
Das von einem traditionellen Ortsvorsteher (chef traditionnel) geleitete Dorf befindet sich rund acht Kilometer südwestlich des Hauptorts Moa der gleichnamigen Landgemeinde, die zum Departement Damagaram Takaya in der Region Zinder gehört. Eine weitere Siedlung in der Umgebung von Bougoum Haoussa ist Raffa im Nordwesten.
Es herrscht das Klima der Sahelzone vor, mit einer durchschnittlichen jährlichen Niederschlagsmenge zwischen 300 und 400 mm.

## Bevölkerung
Bei der Volkszählung 2012 hatte Bougoum Haoussa 1105 Einwohner, die in 188 Haushalten lebten. Bei der Volkszählung 2001 betrug die Einwohnerzahl 701 in 139 Haushalten und bei der Volkszählung 1988 belief sich die Einwohnerzahl auf 399 in 90 Haushalten.
Die Bevölkerungsdichte in diesem Gebiet ist mit 10 bis 20 Einwohnern je Quadratkilometer relativ gering.

## Wirtschaft und Infrastruktur
Bougoum Haoussa liegt in einem Gebiet des Übergangs zwischen der Naturweidewirtschaft des Nordens und des Ackerbaus des Südens, was zu Landnutzungskonflikten führt. Es gibt eine Schule im Dorf.